# Gaetano Galvani
Gaetano Galvani (Ospitale di Bondeno, 1868 – Roma, 1945) è stato uno scultore italiano.

## Biografia
Di umili origini e orfano di padre, fu incoraggiato da Tullio Bottoni, presidente della locale Società Operaia, il quale convinse il Comune di Bondeno a mantenerlo agli studi. Il giovane frequentò dapprima la civica scuola d'arte Dosso Dossi di Ferrara, perfezionandosi poi presso l'Accademia di belle arti di Firenze, diplomandosi nel 1888. Qui collaborò con lo studio dell'anziano scultore Enrico Pazzi, autore del celebre Monumento a Dante collocato in Piazza Santa Croce.
Dopo aver esposto alle collettive ferraresi di Palazzo dei Diamanti del 1885, 1888, 1889 e 1990, Galvani decise di trasferirsi a Roma, città in cui frequentò la Scuola libera del nudo e conquistò la stima di Giulio Monteverde. Pur ottenendo qualche riconoscimento nella capitale (vinse il concorso per un busto di Giovanni Battista de Rossi da collocare in Campidoglio e realizzò statue per il Cimitero del Verano), lavorò soprattutto per la provincia d'origine.
A Ferrara eseguì nel 1903 il busto marmoreo di Giuseppe Verdi per l'atrio del Teatro comunale; un analogo busto di Verdi, firmato, fu collocato nella scuola musicale Santa Cecilia a Roma. Nel territorio di Bondeno, a Scortichino realizzò il monumento ai Caduti della Grande Guerra, inaugurato nel 1924; a Ospitale le tombe Sani e Pinca; a Salvatonica la Tomba Tassi. Nel capoluogo si concentra la maggior parte delle sue opere: ritratti marmorei si rintracciano nell'Ospedale Borselli, nella casa di riposo Bottazzi e nel Consorzio Bonifica Burana. Nella Chiesa della Natività della Beata Vergine Maria è il suo altare marmoreo della Vergine della Misericordia, commissionato nel 1921 dal conte Giovanni Grosoli. Sue opere in gesso (La Vergine e Studio e lavoro) sono conservate nella Casa società operaia, mentre nella pinacoteca civica il Contadinello a riposo. Negli anni trenta realizzò due ritratti marmorei per la Casa del Fascio di Ferrara, Romildo Squarzoni ed Ezio Varani..
Numerose sculture funerarie, da lui inviate da Roma, sono collocate nel locale cimitero detto Certosa di Bondeno.

## Esposizioni
- 1928 - Ferrara (Ritratto di Romagnosi, gesso).[1]